# Florensac
Florensac é uma comuna francesa na região administrativa de Occitânia, no departamento de Hérault. Estende-se por uma área de 36,9 km². Em 2010 a comuna tinha 5 129 habitantes (densidade: 139 hab./km²).